# I guardiani di Ga'Hoole - L'assedio
I guardiani di Ga'Hoole – L'assedio (titolo originale Guardians of Ga'Hoole: The Siege) è un romanzo fantasy per ragazzi del 2004 di Kathryn Lasky. È il quarto libro della collana de I guardiani di Ga'Hoole ed è stato pubblicato in italiano per la prima volta nel 2007. È il seguito de I guardiani di Ga'Hoole - Duello mortale.

## Trama
Ad Ambala, un gufo pescatore bruno di nome Simon, un Fratello Glauxiano in pellegrinaggio, assiste alla caduta in un lago di un gufo bruciato e si precipita ad aiutarlo, non sapendo di aver salvato Kludd, il Supremo Tyto e capo dei Puri. Tuttavia Kludd progetta di uccidere il gufo e andarsene, una volta riprese le forze. Durante la convalescenza, Kludd comincia a tramare un assedio al Grande Albero di Ga'Hoole per ottenere la conoscenza delle sue biblioteche, oltre armi e guerrieri. Alla fine, Kludd uccide selvaggiamente il Simon e vola via nella notte per radunare le sue forze disperse, rafforzarle con nuove reclute e portare a termine il suo piano, ma non prima di essere visto da Nebbia, la guardiana dei boschi.
Tornati al Grande Albero di Ga'Hoole, Soren e Otulissa sono appena tornati da un volo di interpretazione meteorologica con Ezylryb, il primo da quando Ezylryb è stato catturato. Gylfie scopre che il Parlamento sta discutendo se la conoscenza del magnetismo superiore debba essere dichiarata spronk (proibita). La Banda intanto decide di andare alle radici per origliare e sentono il dibattito in corso: Dewlap ed Elvan sono d'accordo sul fatto che il magnetismo superiore venga dichiarato spronk, Strix Struma è indecisa, Elvan è complice di Dewlap nella sua convinzione e Bubo ed Ezylryb si oppongono allo spronk. Dewlap crede che il magnetismo superiore sia magia oscura e uno strano argomento a malapena compreso. Ezylryb sostiene, tuttavia, che il magnetismo superiore è una scienza non ancora pienamente compresa e che non dovrebbe essere descritta come oscura con una connotazione negativa, perché i gufi dipendono dall'oscurità per vivere, cacciare, volare, esplorare e difendersi.
Durante le intercettazioni si presenta all'improvviso Otulissa, che ingegnosamente decide di richiedere un libro intitolato "Granellite e altri disturbi del ventriglio", ma purtroppo Dewlap è in biblioteca e le dice che al momento è dichiarato spronk. Dopo un'accesa discussione, Otulissa le risponde per le rime, facendo svenire Dewlap per lo shock, sebbene Soren creda che Otulissa avesse perfettamente ragione a essere indignata, ricordando il divieto assoluto di fare domande. In seguito, la Banda e Otulissa vengono convocati nella cavità del Parlamento e, con loro sorpresa, anche Ruby e Martin (in pratica, tutti i Guardiani, a parte Eglantine, che hanno combattuto contro Kludd durante il salvataggio di Ezylryb) sono presenti. Boron spiega che, con le loro abilità, sono diventati noti come lo Stormo degli Stormi e che sono richiesti per una missione per infiltrarsi nell'Accademia per Gufi Orfani di Sant'Aegolius, poiché teme che i Puri si siano già infiltrati a lì per scoprire di più sull'immensa riserva di granelli presente lì. Prima che lo Stormo degli Stormi se ne andasse, Ezylryb consegna il libro a Otulissa.
Alla fine, arriva il giorno della missione e, dopo un duro studio, lo Stormo degli Stormi è pronto a partire, tranne Otulissa. Nonostante le sue proteste, Dewlap ha confiscato il libro del magnetismo superiore e l'ha costretta ad accompagnarla per una speciale sciupafocaia. Tuttavia Otulissa riesce a liberarsi e scappa, ma nella colluttazione, il libro del magnetismo superiore cade in mare. Otulissa alla fine raggiunge il resto del gruppo e finalmente arrivano a St. Aggie; grazie alla loro conoscenza delle leggende di Ga'Hoole e alle esperienze di Soren e Gylfie, resistono al processo iniziale dell'abbaglio lunare e iniziano a cercare qualsiasi segno di infiltrazione da parte dei Puri, con Soren che sospetta che un gufo presumibilmente sotto l'effetto dell'abbaglio lunare, Flint, sia una di queste spie. Soren e Martin vengono assegnati all'ovarium dove incontrano Finny, l'ex guardiana della fossa di Soren. Alla fine vengono promossi a custodi del muschio e Ruby rivela loro che diverse specie di barbagianni stanno intrecciando ei granelli nei nidi. Questo fa sorgere in loro il sospetto che i Puri siano effettivamente presenti all'interno di St. Aggie. Nel frattempo, Otulissa viene convocata da Skench, che la informa che hanno trasformato tre delle spie dei Puri in agenti doppi per St. Aggie. Iniziano anche a fare domande sui granelli, a cui Otulissa risponde con false informazioni, che usa per influenzare le posizioni dei suoi amici e alla fine farli assegnare tutti all'incubatoio.
Nel frattempo, lontano a Velargento, Kludd attende l'arrivo della Fabbra Solitaria di Velargento con la sua nuova maschera di metallo mu e permette al suo stupido luogotenente Wortmore di maltrattarla e costringerla a farlo. Durante la prova, la Fabbra Ribelle sospetta che qualcosa di terribile si stia agitando nella mente del Supremo Tyto, nonostante il suo silenzio. Afferma di stare lavorando a un nuovo tipo grinfie da battaglia molto efficienti, cosa che incuriosisce l'Alto Tyto, che manda Wortmore con sé alla sua fucina per una prova. Wortmore afferma che ne servirebbero almeno ottanta o più per la Guardia Pura, una delle tante divisioni che avevano iniziato il Grande Ammassamento a Capo Glaux. Da questi fatti, la Fabbra Solitaria deduce che i Puri stanno per assediare il Grande Albero di Ga'Hoole e i suoi nobili Guardiani, tra cui sua sorella. Mentre Wortmore vola via con le sue grinfie da battaglia, la Fabbra Solitaria raccoglie i suoi pochi averi e fugge ad Ambala per cercare Nebbia e ottenere maggiori informazioni.
Nei giorni successivi, Otulissa continua a fornire a Skench e Spoorn false informazioni riguardanti il magnetismo superiore. Ora, grazie alle ingegnose manipolazioni di Otulissa, i membri dello "Stormo degli Stormi" si sono tutti assicurati un lavoro nell'ovarium da cui intendono fuggire e, grazie alla loro ricognizione, sono riusciti a scoprire tutti i seguaci impiantati da Kludd e a identificare chi tra loro è un traditore. Più tardi, Twilight e Ruby smascherano una delle spie che cerca di rimuovere delle scaglie di tessuto da un nido a una spia con il numero 78-2 che sono certe sia una lealista di Kludd. I loro sospetti si rivelarono fondati e, subito dopo essere stato smascherato, il traditore viene brutalmente assassinato da 78-2, che lo decapita con un colpo di artigli, mentre gli altri Puri si rivoltano e attaccarono i loro ex compagni. All'inizio dello scontro, Finny riconosce Soren e inizia a inseguirlo. Alla fine, Twilight riesce a stordire Finny con uno dei suoi gridi di guerra, e Soren riesce a ucciderla (ma non prima di essere ferito). Nonostante la sua morte, Skench e Spoorn si uniscono alla mischia, ma vengono resi destabilizzati da Gylfie, che declamò ad alta voce le leggende di Ga'hoole. Dopo la loro fuga, lo "Stormo degli Stormi" è costretto ad atterrare in un sicomoro ad Ambala a causa della ferita di Soren e vengono raggiunti da un allocco maculato maschio di nome Ortensia (da non confondere con Nebbia, l'originale Ortensia). Sentendo il nome del gufo, i gufi sono scioccati perché pensavano che Ortensia fosse un nome femminile. L'Ortensia maschio spiega che non importa, perché essere chiamato Ortensia è un grande onore ad Ambala a causa delle gesta eroiche dell'originale Ortensia. Nonostante i vermi che applicano sulla ferita di Soren, il Barbagianni non migliora. Pensando che non ci sia altro da fare e che Soren sarebbe morto entro mattina, Ortensia vola via.
Durante il suo volo di ritorno a casa, Ortensia ha immediatamente l'impressione che dovrebbe volare per vedere Nebbia e la informa che c'è un barbagianni morente nel sicomoro dove il Simon è stato assassinato. Nebbia e rimanda lui, le aquile Streak e Zan e un serpente volante di nome Slynella al sicomoro, poiché i serpenti volanti di Ambala hanno proprietà curative su un punto della loro lingua biforcuta. Arrivata al sicomoro, Slynella somministra la sua medicina salvavita a Soren. Durante il suo stato febbricitante, Soren conversa con Nebbia e scopre insieme a Gylfie che era la vera Ortensia, precedentemente data per morta. Streak l'aveva afferrata quando Finny l'aveva spinta giù dal dirupo più alto dell'incubatoio. Si scopre che Streak l'aveva afferrata all'ultimo minuto. Grazie alla sua vista stellare, Nebbia informa lo Stormo che i Puri si stanno radunando per assediare il Grande Albero di Ga'Hoole.
Appresa la notizia, lo Stormo degli Stormi torna il più velocemente possibile al Grande Albero di Ga'Hoole, trovando un immenso esercito di Tyto radunato a Capo Glaux. Nel frattempo, Kludd e una bellissima femmina di Barbagianni, Nyra, sua compagna e seconda in comando fanaticamente devota, progettano di fare del Grande Albero la nuova base operativa dei Puri, da cui conquistare il resto del mondo dei gufi e distruggere il loro più grande rivale allo stesso tempo, oltre a essere il luogo in cui Nyra deporrà la loro prima covata di uova. Kludd e Nyra intendono anche elaborare attentamente piani per la fine di Soren, proprio come avevano cospirato per assassinare l'ex Supremo Tyto, il precedente, ma odiato compagno di Nyra, per dare a Kludd la possibilità di prendere il potere. Tornati al Grande Albero, il Parlamento forma un consiglio di guerra e iniziano i preparativi per la battaglia. La Banda ascolta quindi fino in fondo i piani del parlamento riguardanti le prime mosse tattiche che avrebbero coinvolto gli Arditi di Strix Struma. A insaputa della band, Otulissa è stata selezionata per combattere in questa forza d'élite: un evento che la rendeva molto nervosa e orgogliosa allo stesso tempo. I primi movimenti dei Puri si scontrano con un fallimento; molti vengono dispersi dagli Arditi di Strix Struma e i rimanenti vengono catturati nelle trappole aeree, tra cui una femmina di nome Ginger. Tuttavia, questo era solo un diversivo e Nyra ordinò a una piccola divisione di gufi di attaccare dall'altra parte di Hoolemere. Le difese dei Guardiani vengono infrante e le forze d'invasione raggiungono l'isola. Con l'arrivo dell'inverno, le scorte di cibo iniziano a scarseggiare e i gufi del Grande Albero di Ga'Hoole cominciano a morire di fame. Nonostante la cupa prospettiva, Soren escogita un piano per la manovra a tenaglia che incastrerebbe i Puri tra le forze dei Guardiani. Il gruppo riconosce questa possibilità e si rivolge ad Ezylryb, che concorda con l'idea, ma avverte che il progetto deve essere tenuto top secret perché si vocifera di fughe di notizie che sospetta siano dovute a Dewlap, che ritengono sia stata manipolata dai Puri per tradire i Guardiani in cambio della salute del Grande Albero.
Dopo circa due settimane, i Guardiani si sono scavati una via d'uscita alle spalle del nemico senza l'interferenza di Dewlap, guidati da Sylvana una femmina di civetta delle tane di cui Digger sembra essere innamorato. Durante l'attacco a cavallo, Soren e Martin vengono attaccati da Nyra che si presenta con il viso insanguinato. A lei si uniscono Kludd e Wortmore, che iniziano la loro avanzata su Soren con l'intenzione di ucciderlo. Prima che possano farlo, Slynella si unisce alla mischia, costringendo i gufi assassini e, in definitiva, i Puri a ritirarsi. Sebbene abbiano vinto la battaglia, non sono stati esenti da perdite: Strix Struma è stata uccisa, insieme a molti altri. Dopo la Cerimonia Finale, Soren fa un altro sogno su Nyra e si confida con Otulissa, che capisce che Soren ha la vista delle stelle, che gli permette di vedere cose che potrebbero accadere in futuro, e si rivela intenzionata a fermare Kludd, Nyra e tutti i Puri, dichiarando che questa guerra era solo al principio.

## Edizioni
Pubblicato nel 2007 da Mondadori Junior nella collana Fantasy (tradotto da Raffaella Belletti).